# تاکویا سوگییاما
تاکویا سوگییاما (انگلیسی: Takuya Sugiyama؛ زادهٔ ۱ ژانویهٔ ۱۹۸۳) بازیکن فوتبال اهل ژاپن است.